# Kreuz des Südens (2015)
Kreuz des Südens ist ein österreichischer Fernsehfilm aus der Landkrimi-Filmreihe aus dem Jahr 2015 von Barbara Eder mit Andreas Lust und Franziska Weisz in den Hauptrollen. Die Premiere erfolgte im März 2015 auf der Diagonale, im ORF wurde der Film am 10. Dezember 2015 erstmals ausgestrahlt, auf 3sat am 18. Mai 2021.

## Handlung
Der Wiener Polizist Tommy Wehrschitz erfährt, dass ihm sein Vater ein altes Schulhaus in seinem Heimatdorf im Südburgenland vererbt hat und möchte den Nachlass verkaufen. Wehrschitz hatte das Dorf im Alter von vier Jahren mit seiner Mutter verlassen und seitdem keinen Kontakt mehr zu seinem Vater. Bei einem Einsatz wird Wehrschitz am Kopf schwer verletzt. Während er sich von den Folgen des Vorfalles erholt, fährt er in das Dorf, um sich mit dem Bürgermeister der Gemeinde zu treffen. Diese möchte das Gebäude zurückkaufen. Von den Dorfbewohnern wird er nicht gerade mit offenen Armen aufgenommen, lediglich die für ihre Pilzsuppe bekannte Greißlerin Eva und die Nachbarin Traude begegnen ihm mit weniger Feindseligkeit.
Als er Ansichtskarten mit Löchern, die von einem Kinderheim abgesandt wurden, erhält und erkennt, dass es sich dabei um das Sternbild Kreuz des Südens handelt, besucht er das Heim. In diesem Heim waren einst all jene Kinder untergebracht, die von Auswanderern zurückgelassen worden waren. Die Karten stammen von Walter, einem Jungen mit Down-Syndrom, um den sich sein Vater einst besonders gekümmert hat. Im Ort bereitet man gerade das Auswandererfest vor, zu dem regelmäßig ehemalige Dorfbewohner aus der Fremde zusammenkommen. Der Bürgermeister meint, dass ja auch Wehrschitz ein Auswanderer sei und deshalb Ehrengast werden könnte. Dieser erhält eine Ehrennadel, die das Kreuz des Südens zeigt, verpflichtet sich aber zu einer Geldspende für die Ortserneuerung.
Bei einer Vorstellung des im Dorf gastierenden Zirkus wird Wehrschitz Augenzeuge einer Tragödie. Messerwerfer Daniel verfehlt in der Vorstellung sein Ziel und tötet vor den Augen des Publikums den Feuerwehrmann Fenninger, der auch Besitzer eines Holzwerkes und der letzte große Arbeitgeber im Ort ist. Unklar ist zunächst, ob es sich dabei um einen Unfall oder Mord handelt. Nachdem die Polizei von einem Unfall ausgeht, wird Daniel wieder auf freien Fuß gesetzt. Er kehrt ins Dorf zurück, einige Dorfbewohner, darunter Patrick, der Sohn des Bürgermeisters, halten Daniel für einen Mörder und versuchen Selbstjustiz zu üben. Es stellt sich heraus, dass Daniel ursprünglich ebenfalls aus dem Dorf stammte, an Krebs leidet und vor seinem Tod unbedingt noch mit dem Zirkus in sein Heimatdorf zurückkehren wollte, um etwas zu erledigen.
Wehrschitz beginnt Nachforschungen anzustellen, der Bürgermeister würde dagegen gerne Gras über die Sache wachsen lassen. Messerwerfer Daniel wird schließlich tot aufgefunden, die Polizei nimmt die Krebserkrankung als Todesursache an. Wehrschitz dagegen vermutet eine Pilzvergiftung, nachdem er Aufzeichnungen über einen ähnlichen Fall in den Unterlagen im Haus seines Vaters gefunden hatte. Der mit Wehrschitz befreundete Gerichtsmediziner findet heraus, dass die Pilzsuppe tatsächlich vergiftet war. Ein weiterer Kollege von Wehrschitz erzählt ihm, dass Fenninger vor fünfzehn Jahren von Eva wegen Vergewaltigung angezeigt worden war, es aber zu keinem Prozess kam, da die Anzeige wieder zurückgenommen wurde. Wehrschitz vermutet, dass Fenninger der Vater von Evas Tochter Fanny war, während Eva das bestreitet und ihm schließlich gesteht, dass Messerwerfer Daniel der Vater von Fanny war.
Unter einer Falltüre in der Schulklasse findet Wehrschitz zwei stark verweste Leichen. Er nimmt an, dass es sich um jene beiden Personen handelt, die beim Auswandererfest 2012 spurlos verschwunden sind, da beide eine Anstecknadel trugen. Nachdem Wehrschitz im Dorf erzählt, dass er im Schulhaus den gesamten Fußboden erneuern möchte, installiert er dort eine Überwachungskamera. Der Bürgermeister möchte keinesfalls, dass der Fußboden herausgerissen wird, als Grund gibt er an, dass der Raum für das bevorstehende Auswandererfest benötigt wird. Auch Patrick übt Druck auf ihn aus, den Fußboden nicht zu ersetzen und stattdessen das Geld für den Fußboden der Gemeinde zu spenden.
Wehrschitz täuscht seine Abreise vor, wartet aber in der Umgebung. In der Nacht erwischt er Traude, wie sie sich am Fußboden der Schule zu schaffen macht. Sie wusste, dass Daniel der Vater von Fanny war. Nach Traudes Aussage hätten es die beiden in der Schule befindlichen Opfer ebenfalls verdient zu sterben, weil sie ihre Kinder im Burgenland zurückließen, um im Ausland Karriere zu machen – genauso wie sie selbst vor Jahrzehnten von ihren Eltern zurückgelassen wurde. Wehrschitz wird von hinten mit einer Schaufel niedergeschlagen und unter der Falltür eingesperrt. Patrick setzt die Schule in Brand, Wehrschitz kann sich aber noch rechtzeitig aus der brennenden Schule befreien, Traude hingegen kommt darin ums Leben.
Nach einem Krankenhausaufenthalt baut Wehrschitz ein neues Haus, in dem er mit der inzwischen schwangeren Eva und Fanny wohnt. Der Bürgermeister überbringt ihm nach einiger Zeit Reste aus der Brandruine, darunter die Videoaufnahmen der Überwachungskamera. Auf diesen sieht Wehrschitz, dass es Eva war, die ihn niedergeschlagen hatte. Eva sieht dies und fragt, ob er vorhätte, wieder nach Wien zu gehen, was er verneint.

## Produktion und Hintergrund
Die Dreharbeiten fanden ab Juni 2014 statt, gedreht wurde im Burgenland und in Wien. Drehorte waren unter anderem Siget, Schachendorf, Schandorf, Großpetersdorf, Rotenturm an der Pinka und Drumling.
Produziert wurde der Film von der Lotus Film, beteiligt war der Österreichische Rundfunk, unterstützt wurde die Produktion vom Fernsehfonds Austria und dem Filmfonds Wien. Für das Szenenbild zeichnete Maria Gruber verantwortlich, für den Ton Atanas Tcholakov, für die Maske Birgit Beranek und für das Kostümbild Christine Ludwig.

## Rezeption
In Österreich verfolgten den Film bei Erstausstrahlung im ORF 653.000 Zuschauer. Die Produktion wurde im Rahmen der Romyverleihung 2016 in den Kategorien Bester Produzent TV-Film und Beste Regie TV-Film nominiert.
Die Tiroler Tageszeitung bezeichnete den Film als „breitentaugliche Massenware“, die zu oft in Klischees verhaftet bliebe, um wirklich interessant zu werden. Der mitunter bizarre südburgenländische Dialekt komme fast schon billig-plakativ herüber, potenziell überraschende Szenen würden einfallslos von klebriger „Jetzt-wird‘s spannend“-Musik unterlegt. Horroreffekte würden eher an einschlägige amerikanische Parodiefilme erinnern, als dass sie beim Publikum Schauer auslösten. Humor jenseits der Holzhammer-Grenze blitze selten auf. Mit der Schlusssequenz würde aber noch ein makaber-heiteres Kunststückchen zur Rettung des Filmes gelingen.
Tilmann P. Gangloff meinte auf tittelbach.tv, dass dieser Landkrimi trotz für viele Zuschauer zum Teil erheblicher akustischer Verständnisprobleme sehenswert sei. Barbara Eder habe ihr Fernsehfilmdebüt über weite Strecken entspannt inszeniert, aber das Zusammenspiel von Musik und Bildgestaltung sowie die immer komplexere Handlung sorgten dafür, dass der Krimi nicht erst zum spannenden Finale fessle.